# Quận Steuben, New York
Quận Steuben (tiếng Anh: Steuben County) là một quận trong tiểu bang New York, Hoa Kỳ. Quận lỵ là thành phố Bath 6. Theo điều tra dân số năm 2000 của Cục điều tra dân số Hoa Kỳ, quận này có dân số 98726 người 2.